# 目取真
目取真（めどるま）方言読み(みどぅるま)は、沖縄県(琉球王国)の地名、姓。

## 姓
- 沖縄県の名字の一つ。地名に由来する。

1. 首里系統、泊系統　雍氏目取真家の初代は東風平親雲上興長。第一尚氏7代尚徳王の末裔という。泊雍姓の系祖は三世佐敷筑登之興道、慶長役で殉国した。雍氏目取真家でさかのぼれる範囲は東風平親雲上興長の父、屋比久親雲上(屋比久大屋子)までである（1983年沖縄タイムス夕刊）等参照
2. 雍氏目取真家の名乗頭は興、向氏目取真家の名乗頭は朝、金氏目取真家（久米三十六姓）の名乗頭は無しである。（那覇市歴史博物館、家譜資料）参照
3. 金氏目取真姓 - 安慶名村後原(くしばる)集落に分布する姓氏[1]。

## 地名
目取真(めどるま、みどぅるま、)は、現在の南城市(旧大里村)大里稲嶺のあたりにあった村。大里間切の南部に位置していた。1903年に稲嶺村に合併、1908年に同村が大里村に編入され、2006年に南城市の一部となった。

### 概要
沖縄本島南部に流れる饒波川上流域に位置し、西側に稲嶺、南側に富名腰と接する。『絵図郷村帳』に玉城間切「めとろま村」、『琉球国高究帳』に玉城間切「娶間村」、『琉球国由来記』には大里間切目取真村とみえる。
1879年、沖縄県に所属。翌年行われた調査によると、人口は121戸・585人だった。1896年には島尻郡に配属され、1903年に稲嶺村に合併された。1908年に稲嶺村が大里村に編入され、目取真は大里村字稲嶺の集落となる。
目取真集落は、玉城村、具志頭村に通じる交通の要衝だったこともあり、戦前は大里村の中でも、与那原集落に次ぐ繁栄ぶりを見せていた。戦後には、大里村・東風平町・南風原町から約5000人もの住民が目取真集落に疎開してきたとされる。

### 宗教
『琉球国由来記』によれば、目取真にはノロがおり、崇所としてウヱノ嶽・ヨミヤノ嶽・アキニシ嶽・コバウノ嶽があったという。ウヱノ嶽で3月と8月に四度御物参が行われたほか、目取真之殿で豊作祈願の年中行事「稲二祭」が催されていた。

### エピソード
- 目取真が登場する手毬唄が『沖縄童謡集』の中に確認できる。該当する歌の歌詞では、「一ちェー(ていちぇー)、手登根(現・南城市の地名)」のように、「数詞+回(チェー)、地名」を繰り返す一種の数え歌であり、目取真は三番目に登場する[5][6]。